# Луджи
Луджи (груз. ლუჯი) — село в Грузии, на территории Лентехского муниципалитета края (мхаре) Рача-Лечхуми и Нижняя Сванетия.

## География
Село находится в северной части Грузии, на правом берегу реки Цхенисцкали, вблизи места впадения в неё реки Хешкури, на расстоянии приблизительно 19 километров (по прямой) к востоко-северо-востоку от посёлка городского типа Лентехи, административного центра муниципалитета. Абсолютная высота — 1213 метров над уровнем моря.

## Население
По результатам официальной переписи населения 2014 года, в Луджи проживало 73 человека (39 мужчин и 34 женщины). В национальной структуре населения грузины составляли 100 %.
| Год  | Население, человек |
| ---- | ------------------ |
| 2002 | 130                |
| 2014 | ↘ 73               |